# Argostemma khasianum
Argostemma khasianum là một loài thực vật có hoa trong họ Thiến thảo. Loài này được C.B.Clarke mô tả khoa học đầu tiên năm 1880.